# Lomatogonium deltoideum
Lomatogonium deltoideum là một loài thực vật có hoa trong họ Long đởm. Loài này được (Burkill) C. Marquand mô tả khoa học đầu tiên năm 1929.